# Nadav Henefeld
Nadav Henefeld (in ebraico נדב הנפלד‎?; Ramat Gan, 19 giugno 1968) è un ex cestista israeliano.

## Carriera
Con Israele ha disputato cinque edizioni dei Campionati europei (1987, 1993, 1995, 1997, 1999).

## Palmarès
- Campionato israeliano: 11

Maccabi Tel Aviv: 1990-91, 1991-92, 1993-94, 1994-95, 1995-96, 1996-97, 1997-98, 1998-99, 1999-2000, 2000-01, 2001-02
- Coppa di Israele: 8

Hapoel Galil Elyon: 1987-88
Maccabi Tel Aviv: 1990-91, 1993-94, 1997-98, 1998-99, 1999-2000, 2000-01, 2001-02
- Coppa dei Campioni: 1

Maccabi Tel Aviv: 2000-01